# Septembre 1870

## Événements

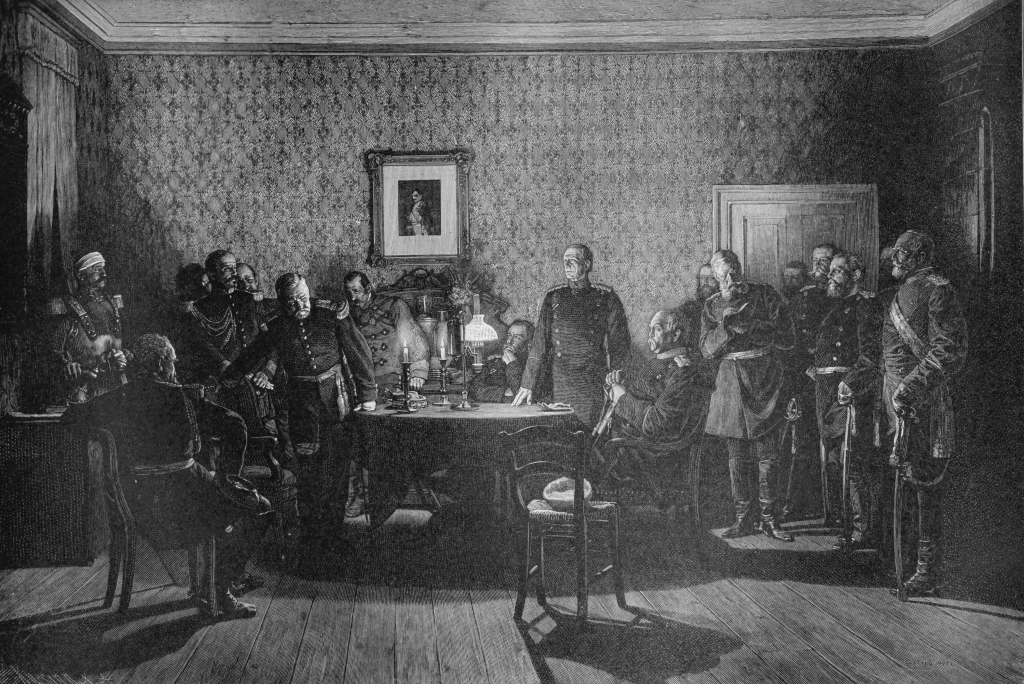
2 septembre : capitulation de Sedan

- Le Paris Crew perd une compétition d'aviron internationale à Lachine, Québec.

- 1er septembre, France : l'empereur Napoléon III est fait prisonnier avec 83 000 hommes. Le général de Wimpffen commande la reddition de la ville.

- 2 septembre, France : en présence de Guillaume roi de Prusse et de Napoléon III, signature de l'acte de reddition de la ville par les généraux von Moltke (prussien) et de Wimpffen (français) au château de Bellevue situé au sud de Sedan sur les coteaux de la Meuse.

- 4 septembre, France :
  - Napoléon III considéré comme prisonnier de guerre est emmené en captivité en Allemagne (au château Wilhelmshöhe, à Cassel). Le même jour à Paris la déchéance de l'empereur fut prononcée et la république proclamée;
  - une foule de Parisiens envahit le Palais Bourbon. Les députés républicains (Gambetta, Favre, Ferry…) proclament la République et la fin de l'Empire sur la place de l’Hôtel-de-Ville à Paris. Ils instaurent un Gouvernement de la Défense nationale et un ministère dit « du 4 septembre »;
  - le jeune prince impérial se réfugie en Belgique.
  - Après l’instauration de la République à Paris, un comité-conseil se constitue à Alger, révoque le gouverneur général et le préfet et prend plusieurs mesures révolutionnaires. Le gouvernement de Tours réussit à limiter les débordements.

- 5 septembre, France :
  - Georges Clemenceau (29 ans) devient maire du XVIIIe arrondissement de Paris;
  - des comités de vigilance commencent à se constituer par arrondissement;
  - rentrant de son exil de Guernesey, Victor Hugo arrive à Paris, où il est reçu avec des honneurs dignes d'un roi par la foule indescriptible.
  - Marseille décide de se gouverner de façon autonome.

- 6 septembre : les dernières troupes britanniques en poste quittent l'Australie.

- 7 septembre, France : Léon Gambetta demandent aux administrateurs provisoires et aux préfets de « s'appuyer sur les conseils municipaux élus sous l'influence du courant libéral et démocratique… ou sur des municipalités provisoires ».

- 8 septembre, France : décret convoquant les collèges électoraux pour le 16 octobre « à l'effet d'élire une assemblée nationale constituante ».

- 9 septembre, France : l'impératrice Eugénie arrive à Hastings en Angleterre.

- 11 septembre : création d'une fédération des comités de vigilance, qui se sont constitués lors des cinq derniers jours dans les arrondissements parisiens, et qui se nomme « Comité central républicain de Défense nationale des vingt arrondissements », regroupant les blanquistes, les socialistes et les radicaux.

- 12 septembre, France : le gouvernement, afin de conserver « sa complète liberté d'action pour organiser la défense dans les départements et maintenir l'administration », désigne, Adolphe Crémieux, le garde des Sceaux comme « délégué pour représenter le gouvernement et en exercer les pouvoirs », et Tours devient le siège de la délégation du gouvernement de la Défense nationale (Gambetta et général Trochu).

- 12 - 18 septembre, France : Adolphe Thiers est à Londres, mandaté par Jules Favre, ministre des Affaires étrangères.

- 16 septembre, France :
  - décret fixant les élections municipales au 25 et 28 septembre, et avançant les élections à la Constituante au 2 octobre;
  - décret instaurant « la délégation du gouvernement de la Défense nationale, appelée à exercer les pouvoirs de ce gouvernement dans les départements non occupés par l'ennemi », est confiée à Adolphe Crémieux auquel sont adjoints deux autres ministres, Glais-Bizoin et l'amiral Fourichon, ministre de la Marine.
- 16 septembre, Canada : Alfred Boyd devient premier ministre du Manitoba.

- 17 septembre, France :
  - Combat de Montmesly durant la guerre de 1870 pendant l'encerclement de Paris.

- 18 septembre, France :
  - après la bataille de Sedan, la IIe armée prussienne du Kronprinz de Prusse, entreprend le siège de Paris (jusqu'au 28 janvier 1871);
  - décret fixant les élections au conseil municipal de Paris « dont les attributions seront les mêmes que celles des autres conseils municipaux de la République ». Le conseil comprendra 80 membres, soit quatre par arrondissement ;
  - les départements du Midi de la France et du Sud-Est, créent la « Ligue du Midi pour la défense de la République ».

- 19 septembre, France : le siège de Paris se met en place avec deux armées allemandes, représentant 400 000 soldats prussiens.
  - En face, le général Trochu, gouverneur militaire de Paris, dispose de 500 000 défenseurs aux qualités disparates (17 régiments, 15 000 marins, 200 canons, 12 000 gendarmes, 135 000 gardes nationaux de province, 330 000 gardes nationaux de Paris).
  - Dès le début, les défenseurs français sont défaits à la bataille de Châtillon.
  - Les troupes du maréchal von Molke commencent d'importants travaux de terrassement et de fortification pour empêcher toute sortie des assiégés, ils occupent les hauteurs autour de la capitale et y installent leur artillerie.

- 20 septembre, France : à Ferrières, échec de la tentative de paix entre Favre et Bismarck.

- 22 septembre, France : dans un manifeste, les « blanquistes » demandent une Commune de Paris et la « levée en masse » comme lors de la Révolution de 1793.

- 23 septembre, France : après trente neuf jours de siège, la garnison de Toul capitule avec ses 3000 hommes.

- 27 septembre, France : capitulation de la garnison française de Strasbourg après un siège de 46 jours et entrée des troupes badoises à Mulhouse.

- 28 septembre, France : échec de la tentative du leader anarchiste russe Bakounine, venu de Genève pour soulever la ville de Lyon, en proclamant l'abolition de l'État.

## Naissances
- 7 septembre : James Tompkins, éducateur
- 26 septembre, Christian X de Danemark, roi de Danemark et d'Islande († 20 avril 1947).
- 28 septembre, Florent Schmitt, né à Blâmont en Meurthe-et-Moselle, compositeur français († 1958).

## Décès
- 22 septembre : Louis Rémy Mignot, peintre français (° 3 février 1831).
- 23 septembre : Prosper Mérimée (67 ans), écrivain français.